# الأساس
الأساس هي صحيفة يومية عراقية تصدر عن الحزب الشيوعي العراقي. أسست الصحيفة في 1948. شغل منصب تحريرها المحامي والزعيم الشيوعي شريف الشيخ. أوقف نشر الصحيفة من قبل السلطات بعد وقت قصير من بداية نشرها.